# AM-Lire
Pour les articles homonymes, voir Lire.
L' AM-lire (Allied-Military Currency) est la monnaie émise en Italie par le Gouvernement militaire allié des territoires occupés (AMGOT) après l'invasion alliée de la Sicile en 1943. 100 AM-lires valaient 1 dollar américain.

## Histoire
La monnaie militaire alliée ou lire est la monnaie que l'AMGOT met en circulation en Italie après le débarquement en Sicile dans la nuit du 9 au 10 juillet 1943. Sa valeur est de 100 « am-lire » pour un dollar américain. Totalement interchangeable avec la lire italienne normale par décision militaire, elle contribue à la forte inflation qui frappe l'Italie vers la fin de la Seconde Guerre mondiale.
L'étude du papier-monnaie propre à l'Italie débute en juillet 1942. Le premier billet (Série 1943) est imprimé par le Bureau of Engraving and Printing (BEP, qui conçoit également les billets de banque) et la Forbes Lithograph Corporation (FLC) ; sa valeur est écrite à la va-vite, uniquement en chiffres numériques et en italien. Le 13 juillet 1943, sur les billets de banque sont imprimés et écrits Lira ou Lira émis en Italie, auparavant omis afin de ne pas trahir le pays auquel les billets étaient destinés. Avec la première série sont émis des coupures de 1 à 1 000 lires. Les billets de 1, 2, 5 et 10 lires sont de forme carrée, et les billets de 50, 100, 500 et 1 000 lires ont une forme rectangulaire, même forme générale que le dollar américain. 
Le deuxième billet (Série 1943 A) est imprimé uniquement par le FLC, et y est ajouté à l'indication en lettres (en italien et en anglais) de la valeur. En raison de l'inflation galopante, les billets de 1 et 2 lires ne sont pas réimprimés et deviennent inutiles. 
Pour l'impression, la lithographie est choisie comme méthode avec « une encre spectrale hautement spécifique » et des matériaux en papier comme des chiffons. Tout cela doit rendre la contrefaçon très difficile. En fait, la falsification de l'Am-lire est phénomène très vaste ; certains sont des contrefaçons grossières, tandis que d'autres sont à peine reconnaissables, même par les experts. 
Le revers de tous les billets de banque affichent en anglais les quatre libertés inscrites dans le discours des quatre libertés : la liberté d'expression, la liberté de religion, la liberté du besoin et la liberté de la peur. 
Après 1946, ils cessent d'être la seule monnaie et sont utilisés en même temps que les billets normaux, jusqu'au 3 juin 1950. Au total, 917,7 millions d'Am-lire ont été imprimés, pour un poids de 758 tonnes expédiés en Italie dans 23 698 caisses. La première expédition, sept tonnes de papier-monnaie, a lieu le 19 juillet 1943, sur deux avions cargo, tandis que la dernière livraison est effectuée le 17 avril 1945.